# The Singers Unlimited
The Singers Unlimited var en jazzsånggrupp med fyra röster som bildades av Gene Puerling 1971. Gruppen i övrigt bestod av Len Dresslar, Bonnie Herman och Don Shelton.

## Historia
Singers Unlimited bildades för att spela in jinglar för reklam, men allt eftersom övertalades de att spela in album. På rekommendation av jazzpianisten Oscar Peterson skrev de på ett kontrakt med MPS Records i Tyskland. Petersons trio spelade på deras första album, In Tune. Gruppen gjorde femton album mellan 1971 och 1981, och fjorton finns samlade i boxen Magic Voices.
Gene Puerling, baryton och arrangör (1929-2008) ledde gruppen The Hi-Lo’s under 1950- och 60-talen. Tenoren Don Shelton, (född 1934) hade en karriär som klarinettist i olika klassiska orkestrar, men började också sjunga i olika sammanhang. En tid var han också medlem i The Hi-Lo's. Bassångaren Len Dresslar (1924–2005) sjöng för CBS’ TV, och hamnade sedan inom reklamfilm där hans basröst var en stor tillgång. Bonnie Herman (född 1945) är dotter till Lois Best och Jules Herman som var vokalist resp. trumpetare i Lawrence Welks orkester. Hon är brorsdotter till storbandsledaren Woody Herman. Hon utbildade sig till pianist, och började sjunga i reklamfilmer som tonåring.
Puerlings arrangemang för Singers Unlimited gav honom ett rykte som en av de främsta arrangörerna för röster. Medlemmar av vokalgruppen Take 6 ger ofta kredit till honom och Singers Unlimited som innovatörer i a cappella, och hävdar att de "gick i skolan" på hans arrangemang.
Puerling utnyttjade den tyske studioingenjören Hans Georg Brunner-Schwers banbrytande multispårs-teknik för att skapa sina harmoniska koncept och gruppens signaturljud. I överdubbningsprocessen lade barytonen Puerling och tenoren Shelton ofta till ytterligare två mittpartier, varefter alla delar "dubblades" och "tredubblades". Genom att skapa dessa extra spår skapades ett fylligare ljud av gruppens inspelningar. Gruppen spelade in sina låtar genom att låta Bonnie Herman spela in en förenklad version av melodin, varefter Len, Gene och Don fyllde i de återstående delarna. När denna process väl hade slutförts ersattes Bonnie Hermans ursprungliga melodiska linje med en ny, där hon kunde lägga till melodiska utsmyckningar och lägga till "färg" till gruppens ljud. På grund av den komplicerade processen vid inspelningarna kunde gruppen sällan framträda på scen, och då endast med förinspelade bakgrunder.

## Diskografi
- A Capella (1971)
- Christmas (1972)
- Four of Us (1973)
- In Tune, med Oscar Peterson Trio (1973)
- Invitation, med Art Van Damme Quintet (1974)
- A Cappella II (1975)
- Feeling Free, med Pat Williams Orchestra (1975)
- A Special Blend (1976)
- Sentimental Journey (1976)
- Friends (1977)
- Eventide (1978)
- Just in Time (1978)
- A Capella III (1980)
- The Singers Unlimited with Rob McConnell and the Boss Brass (1979)
- Easy to Love (1981)